# رونيت روي
رونيت روي هو منتج أفلام وعارض وممثل هندي، ولد في 11 أكتوبر 1965 في الهند. من الجوائز التي نالها جوائز فيلم فير.

## أعمال

### أفلام
- (2012) طالب السنة
- (2017) كابيل

## جوائز
- جوائز فيلم فير

## وصلات خارجية
- رونيت روي على موقع IMDb (الإنجليزية)
- رونيت روي على موقع قاعدة بيانات الفيلم (الإنجليزية)